# Jim Parrack
Jimmy "Jim" Parrack (Allen, Texas, 8 de febrero de 1981) es un actor estadounidense. Conocido por interpretar a Hoyt Fortenberry en la serie de HBO, True Blood.

## Biografía
Jim Parrack nació el 8 de febrero de 1981 y creció en la ciudad de Allen, Texas. En 2001, Parrack se mudó a Los Ángeles, California, donde estudió interpretación en The Stella Adler Academy y luego en the Playhouse West.
Parrack y la actriz Ciera Parrack se casaron el 19 de octubre de 2008. Ellos tienen dos perros, Maltipoos llamados Jack y Stella.
Parrack es el presidente de 120 Productions, Inc.

## Filmografía

### Películas
| Año  | Título              | Personaje       |
| ---- | ------------------- | --------------- |
| 2006 | Annapolis           | AJ              |
| 2011 | Battle: Los Angeles | Peter Kerns     |
| 2013 | Child of God        | Diputado Cotton |
| 2014 | Fury                | Sgt. Binkowski  |
| 2016 | Escuadrón suicida   | Johnny Frost    |
| 2017 | The Labyrinth       | Malvo           |

### Televisión
| Año(s)    | Título                                     | Personaje            | Notas                              |
| --------- | ------------------------------------------ | -------------------- | ---------------------------------- |
| 2006      | Monk                                       | Roger Zisk           | episodio "Mr. Monk Bumps His Head" |
| 2006      | ER                                         | Phil                 | episodio "Out on a Limb"           |
| 2006      | Standoff                                   | Sam Ellis            | episodio "Partners in Crime"       |
| 2006      | CSI: Crime Scene Investigation             | Sargento Jack Day    | episodio "Toe Tags"                |
| 2006      | Grey's Anatomy                             | Ted Carr             | episodio "Where the Boys Are"      |
| 2006      | Close to Home                              | Joe Nelson           | episodio "Shoot to Kill"           |
| 2007      | NCIS: Naval Criminal Investigation Service | Nick Hurley          | episodio "Blowback"                |
| 2007      | Raines                                     | Alguacil Mark Jessup | episodio "Reconstructing Alice"    |
| 2007      | Mentes criminales                          | Paul                 | episodio "Open Season"             |
| 2009      | Supernatural                               | Nick Munroe          | episodio "Sex and Violence"        |
| 2008-2014 | True Blood                                 | Hoyt Fortenberry     | 4 temporadas - 40 episodios        |
| 2012      | Alcatraz                                   | Guy Hastings         | episodio "Guy Hastings"            |
| 2014      | Resurrection                               | Predicador James     | 2 temporadas                       |
| 2020-2025 | 9-1-1: Lone Star                           | Judson «Judd» Ryder  | 5 temporadas                       |

### Otros trabajos
| Año(s) | Título                      | Personaje |
| ------ | --------------------------- | --------- |
| 2008   | So You Want Michael Madsen? | él mismo  |